# János Brenner
János Brenner (ur. 27 grudnia 1931 roku w Szombathely, zm. 14 grudnia 1957 w Rabakethely) – węgierski duchowny rzymskokatolicki, cysters, błogosławiony Kościoła katolickiego.

## Życiorys
Wywodził się z religijnej rodziny, dwóch jego braci również zostało księżmi. Pobierał edukację w szkole cysterskiej. Wstąpił do zakonu cysterów w 1948 roku w miejscowości Zirc i przyjął imię Anastazjusz. Z racji prześladowań, jakie spotykały instytucje religijne ze strony władzy komunistycznej, formację duchową odbywał w ukryciu. Kilka miesięcy po rozpoczęciu nowicjatu w zakonie wstąpił do seminarium, a cysterską formację duchową kontynuował korespondencyjnie. W 1955 roku złożył śluby zakonne i otrzymał święcenia kapłańskie. 14 grudnia 1957 roku, będąc w drodze do sąsiedniego miasta, aby udzielić sakramentu namaszczenia chorych, został napadnięty w lesie znajdującym się za miejscowością Rabakethely i 32-krotnie ugodzony nożem.
W miejscu jego śmierci zbudowano w 1989 roku kaplicę Dobrego Pasterza, która stała się miejscem pielgrzymek. Należąca doń zakrwawiona komża zachowała się jako relikwia. W listopadzie 2017 roku Franciszek uznał go za męczennika. Proces beatyfikacyjny rozpoczął się podczas pontyfikatu papieża Jana Pawła II 14 lutego 2001 r. Papież Franciszek potwierdził 8 listopada 2017 r., że Brenner zmarł "in odium fidei" (w nienawiści do wiary) i zatwierdził beatyfikację zmarłego kapłana. Beatyfikacja nastąpiła 1 maja 2018 na placu przed katedrą w Szombathely, podczas uroczystej mszy świętej, którą sprawował w imieniu papieża Franciszka legat papieski kard. Angelo Amato.